# Pilosocereus machrisii
Pilosocereus machrisii är en kaktusväxtart som först beskrevs av Elmer Yale Dawson, och fick sitt nu gällande namn av Curt Backeberg. Pilosocereus machrisii ingår i släktet Pilosocereus och familjen kaktusväxter. Inga underarter finns listade i Catalogue of Life.